# Write A Prisoner.com
WriteAPrisoner.com es un sitio web y comunidad virtual estadounidense cuya finalidad es facilitar la interacción social de las personas encarceladas.  Fue fundada en el año 2000 y tiene su sede principal en Florida.

## Historia
La web fue fundada en 2000 por Adam Lovell, ex guardavidas del condado de Volusia. Originalmente concebida para que los reclusos pudieran mantener contactos con el mundo exterior para facilitar su resocialización y evitar la reincidencia, el sitio evolucionó en una red social que en 2010 contaba con más de 3000 perfiles y recibía cerca de 2 millones de visitas diarias. Anualmente, reparte más de 35.000 cartas en más de 50 prisiones (estatales y federales) de Estados Unidos.

## Funcionamiento
Las personas privadas de su libertad pueden crear un perfil de usuario con fotografías e información de contacto en el que describen su historia de vida, sus intereses y aficiones personales. También pueden escribir su propio blog.
Para contactarse con ellos, por su parte, los internautas pueden localizarlos a través de un motor de búsqueda específico según el estado y el tipo de prisión (estatal o federal). Una vez establecido el contacto se establece la relación vía correo postal. 
El servicio es pago para los internos carcelarios y gratuito para quienes quieran comunicarse con ellos.

## Controversias
Algunos estados como Misuri, Indiana, y Florida han interpuesto restricciones legales al funcionamiento del sitio. Sin embargo, esas prohibiciones se han objetado argumentando que constituyen violaciones a la Primera Enmienda de la Constitución de los Estados Unidos. 
El creador del sitio, Adam Lovell ha defendido el beneficio social que genera el contacto entre prisioneros y el resto de la sociedad puesto que esta comunicación incide positivamente en la reducción de la reincidencia.